# Малевич, Александр Иванович
Александр Иванович Малевич (15 марта 1920, Брестская область — 29 мая 1994) — разведчик взвода разведки; командир стрелкового отделения 642-го стрелкового полка 200-й стрелковой дивизии 2-го Белорусского фронта, ефрейтор.

## Биография
Родился 15 марта 1920 года в деревне Липск Ляховичского района Брестской области Белоруссии в крестьянской семье. Белорус. Окончил 5 классов.
В период временной оккупации Белоруссии вражескими захватчиками Александр Малевич с марта 1942 года был связным партизанского отряда, а затем воевал в его составе.
В Красную Армии призван 26 сентября 1944 года. На фронте в Великую Отечественную войну с января 1945 года. Первый бой принял, как воин Красной Армии 14 января 1945 года.
Разведчик взвода разведки 642-го стрелкового полка красноармеец Александр Малевич 3 марта 1945 в бою за населённый пункт Ной-Паршесница, расположенный северо-западнее польского города Хойнице, в критический момент заменил выбывшего из строя командира отделения, сам был ранен, но поля боя не покинул.
Приказом по 22-й стрелковой дивизии № 032 от 20 марта 1945 года красноармеец Малевич Александр Иванович награждён орденом Славы 3-й степени.
Командир стрелкового отделения 642-го стрелкового полка красноармеец Александр Малевич 23 марта 1945 года северо-западнее города Данцига, первым ворвался в траншею противника, выбил его оттуда, лично уничтожил четырнадцать находившихся там противников и восемнадцать взял в плен.
Приказом по 49-й армии № 038 от 5 апреля 1945 года красноармеец Малевич Александр Иванович награждён орденом Славы 2-й степени.
1 мая 1945 года на территории Германии командир стрелкового отделения 642-го стрелкового полка ефрейтор Александр Малевич с бойцами вверенного ему отделения взял в плен полторы сотни вражеских солдат.
В те же майские дни 1945 года в районе населённого пункта Райнсберг в бою ефрейтор Малевич первым ворвался в траншею неприятеля, лично сразил свыше десяти противников и нескольких взял в плен.
31 мая 1945 года командующий 2-м Белорусским фронтом Маршал Советского Союза Рокоссовский подписал представление о награждении Александра Малевича орденом Славы 1-й степени.
Указом Президиума Верховного Совета СССР от 29 июня 1945 года за образцовое выполнение заданий командования в боях с немецко-вражескими захватчиками ефрейтор Малевич Александр Иванович награждён орденом Славы 1-й степени, став полным кавалером ордена Славы.
В 1946 году старшина Малевич А. И., дважды раненый и контуженный за годы войны, демобилизован. Жил в родной деревне. Работал лесником Городнического лесничества. Скончался 29 мая 1994 года.
Награждён орденами Отечественной войны 1-й степени, Славы 1-й, 2-й и 3-й степени, медалями.